# Moufida Bourguiba
Pour les articles homonymes, voir Famille Bourguiba, Bourguiba et Lorain.
Moufida Bourguiba (arabe : مفيدة بورقيبة), née Mathilde Clémence Lorain le 24 janvier 1890 à Saint-Maur-des-Fossés (France) et morte le 15 novembre 1976 à Monastir, est la première épouse du président tunisien Habib Bourguiba et la Première dame de ce pays de 1957 à 1961.

## Biographie

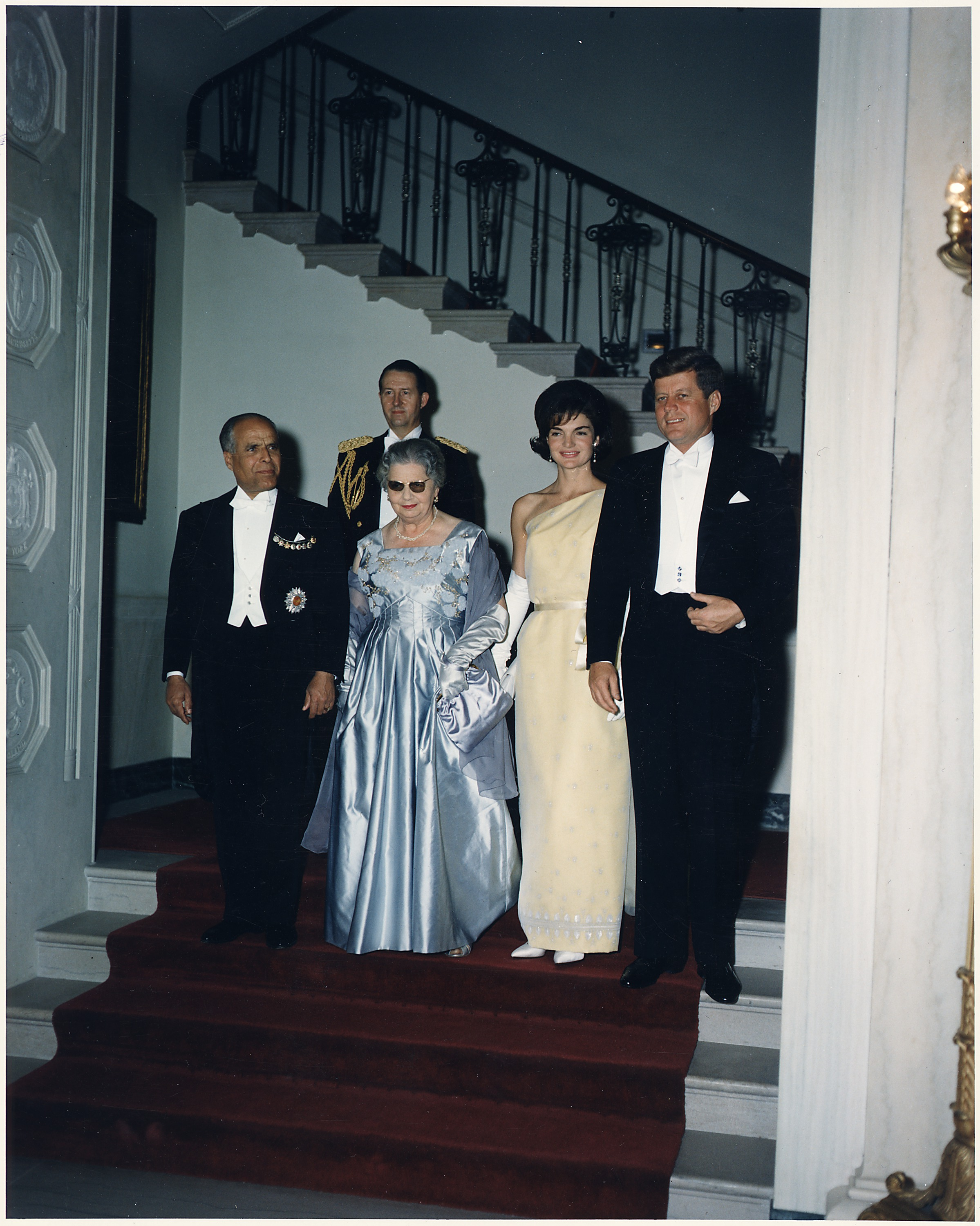
Moufida avec son époux, John Kennedy et son épouse à la Maison-Blanche, en 1961.

Veuve d'un soldat français, le caporal Victor Jean Lefras, tué le 4 septembre 1916 à Chilly (Somme), elle fait la connaissance en 1925 du jeune Bourguiba qu'elle loge alors qu'il étudie le droit à Paris. Elle lui donne son unique fils, Habib Bourguiba Jr., qui naît en avril 1927 et l'épouse en août de la même année.
Une fois venue en Tunisie, et malgré la répression des autorités coloniales, elle fait parvenir aux militants les instructions que lui adresse son mari éloigné à La Galite, leur fournit une assistance financière et un lieu de réunion. Elle est membre de l'Union musulmane des femmes de Tunisie (UMFT), fondée par Bchira Ben Mrad.
Après l'indépendance, elle adopte la nationalité tunisienne, se convertit à l'islam à la demande de son fils, le 25 octobre 1958, et adopte le prénom de Moufida. Son mari la décore du grand cordon de l'Ordre de l'indépendance et de l'Ordre du mérite. Elle lui répond alors : « Tout ce que j'ai fait, je l'ai fait pour toi et pour ton pays ».
Le couple divorce le 21 juillet 1961 en pleine crise de Bizerte. À sa mort, sa dépouille est exposée au siège du Parti socialiste destourien où un hommage lui est rendu de la part des responsables politiques et de milliers de citoyens. Elle est ensuite inhumée dans le mausolée que Bourguiba s'est fait construire à Monastir.

## Bibliographie

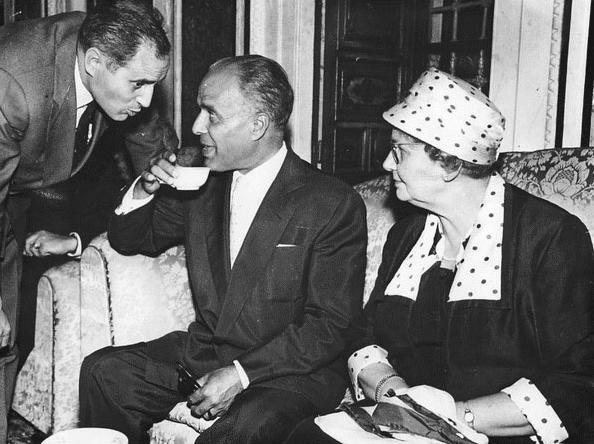
Moufida, Habib,et Habib Jr. Bourguiba en 1956.